# 일억총중류
일억총중류(一億總中流, 일본어: 一億総中流) 사고는 일본에서 1970년대와 1980년대에 걸쳐 나타난 평등한 국민의식 또는 평등한 사회 현상을 지칭한다.
종신고용에 의하여 국민의 90 퍼센트 이상이 자신이 중류층이라고 생각하여 약간 무리를 해서라도 자기 집, 자가용, 가전제품 등 내구소비재를 구매하던 시기의 현상이다. 그 당시 일본의 경제는 지속적 호황으로 "소비는 미덕" 또는 "금만일본(金滿日本)"이라는 표어들이 그 당시의 상황을 대표해 주고 있다. 그리하여 1974년에는 록히드 사건 등 심각한 뇌물사건이 발생하기도 하였다. 1991년 거품경제의 위기를 맞이하여 일억총중류라는 평등적 분위기도 다소 가라앉은 상태이다.

## 같이 보기
- 중산층
- 삼종신기 (가전제품)
- 격차사회
- 55년 체제
- 일억총옥쇄